# 高IQ者認定支援機構
高IQ者認定支援機構（こうIQしゃにんていしえんきこう）は、日本に存在する一般財団法人。東京都千代田区に本部を置く。

## 概要
2019年4月1日設立。松本徹三が設立し、2023年時点の代表。
知能指数を測る試験を実施し、一定以上の知能指数の者を選抜して企業に紹介するということをしている。これは不足している人工知能やソフトウェアの人材を育成することが狙い。2019年10月末より知能検査が行われる。2022年9月の時点で累計650人が受験している。
他の多くの知能検査は処理速度が重視されているのに対し、じっくり時間をかけて難問を解く方式の試験が行われている。中でも図形の行列推理に着目して実施されている。測る能力は少ない情報から隠された法則性を見つけ出す能力とする。短い時間内で答を見つけ出す能力よりも、時間をかけて難問に取り組みその過程で閃きを得るのが、高度で創造的な人工知能の開発で求められる能力とする。
メンサの公式サイトで高IQ者認定支援機構の試験が紹介される。役員が強みの団体と紹介される。

## 役員

### 理事
- 松本徹三[6]
- 鈴木寛[6]
- 前川眞一[6]
- エヴァンゲロス・カツイオウリス[6]
- 河崎純真[6]
- 幸田直樹[6]
- 中村和夫[6]

### 評議員
- 髙坂節三[6]
- 立川敬二[6]
- 千本倖生[6]